# Bye mélanco
Albums de Anne Sylvestre
Les Chemins du vent Son jubilé en public
Bye mélanco est un album d'Anne Sylvestre paru chez EPM en 2007.

## Historique
C'est le vingt-troisième album d'Anne Sylvestre (hors albums pour enfants, concerts et compilations).
Après la sortie de Bye mélanco, Anne Sylvestre fête ses cinquante ans de carrière avec un spectacle au Trianon à Paris du 25 au 30 septembre.

## Titres
Toutes les chansons sont écrites et composées par Anne Sylvestre.
| No  | Titre                       | Durée      |
| --- | --------------------------- | ---------- |
| 1.  | Bye mélanco                 | 4 min 04 s |
| 2.  | Laissez les enfants         | 2 min 48 s |
| 3.  | La Poule aux œufs d'or      | 3 min 01 s |
| 4.  | Cap au Nord                 | 3 min 07 s |
| 5.  | Pause                       | 3 min 34 s |
| 6.  | Gay marions-nous            | 3 min 37 s |
| 7.  | Après le théâtre            | 4 min 01 s |
| 8.  | Les Rescapés des Fabulettes | 3 min 05 s |
| 9.  | Zen                         | 3 min 20 s |
| 10. | Ah l'amour l'amour          | 3 min 43 s |

## Réception
Télérama salue « un nouvel album plus subtil et audacieux que jamais » : 

« Est-ce d'ailleurs un hasard si ce nouvel album semble nous dérouler toutes les facettes de son art ? L'inépuisable richesse de son vocabulaire, la précision toujours aiguë des images, la finition des rimes qui soignent leurs surprises, la parfaite rondeur des mélodies tendres qui se font anguleuses quand la chanteuse devient moqueuse. […] Mais surtout elle se livre, comme jamais auparavant elle ne l'avait fait. Elle souffle ses grandes plaies d'enfance, le poids de l'histoire et du silence, le deuil des frères, le départ forcé du père, l'odeur indélébile des couloirs de prison… »

Sa chanson Les Rescapés des Fabulettes est un clin-d'œil au public de ses chansons pour enfants qui a grandi. Cette chanson « fait le lien entre son répertoire adulte et l’univers des enfants. Elle ne renie pas ses chères Fabulettes “qui ont quand même fait bouillir la marmite pendant des années” ».

## Récompenses
Bye mélanco donne l'occasion à l'Académie Charles Cros de décerner à Anne Sylvestre un prix In Honorem pour l'ensemble de sa carrière.

## Classement
| Classement (2007) | Meilleure place |
| ----------------- | --------------- |
| France (SNEP)     | 81              |